# Walter Hellwig
Walter Ludwig Hellwig (* 20. Dezember 1848 in Berlin; † 10. Juni 1915 in Erfurt) war ein deutscher Architekt und Baubeamter.

## Leben
Walter Hellwig war ein Sohn des Geheimen Oberfinanzrats Georg Hermann Hellwig. Um 1860 ging er mit seiner Familie nach Danzig, wohin sein Vater als Provinzial-Steuerdirektor versetzt worden war. Nach der Schulzeit studierte er an der Bauakademie in Berlin, leistete 1870/71 Kriegsdienst, legte 1873 die Bauführerprüfung ab und 1878 die Baumeisterprüfung. Von 1878 bis 1885 hatte er eine Anstellung als Regierungsbaumeister bei der Militär-Bauverwaltung und war tätig in Berlin, Spandau und Altona. Von 1885 bis 1892 war er Kreis-Baumeister in Geestemünde, von April 1892 bis März 1897 Bauinspektor bei der Regierung in Erfurt, 1897 bis 1906 Regierungs- und Baurat bei der Regierung in Stralsund und 1906 bis 1909 bei der Regierung in Erfurt. Im Mai 1907 wurde er zum Geheimen Baurat ernannt, ging aber aus Gesundheitsgründen 1909 in den Ruhestand.

## Bauten
- 1878–1885: Architektonische und administrative Mitwirkung am Bau von Kasernen, Militärverwaltungen u. ä. in Berlin und Hamburg.
- 1897–1906: Universitätsbauten in Greifswald.
- 1906–1909: Technische Aufsicht beim Dom in Erfurt.